# Isla de la Croa
Isla de la Croa (en portugués: Ilha da Croa) es una isla brasileña, conocida por ser el balneario más popular de la Barra de Santo Antonio, en la desembocadura del río Santo Antônio Grande, en el estado de Alagoas.
En la marea baja, muestra una gran extensión de  bancos de arena, formando un laberinto de puestos y zonas para la pesca.